# 房建孟
房建孟（1961年5月—），男，汉族，浙江慈溪人，中华人民共和国政治人物。曾任中国共产党第十九届中央纪律检查委员会委员，中央纪委国家监委驻中华全国总工会机关纪检监察组组长，中华全国总工会党组成员。